# Jabce, Starokosteantîniv
Jabce (în ucraineană Жабче) este un sat în comuna Radkivți din raionul Starokosteantîniv, regiunea Hmelnîțkîi, Ucraina.

## Demografie
Componența lingvistică a localității Jabce
     Ucraineană (100%)
Conform recensământului din 2001, toată populația localității Jabce era vorbitoare de ucraineană (100%).